# Dammhausen
Dammhausen (niederdeutsch Dammhusen) ist eine innerhalb der niedersächsischen Stadt Buxtehude nordwestlich gelegene Ortschaft.
Dammhausen wurde im Jahre 1810 erstmals urkundlich erwähnt.
Das Reihendorf Dammhausen wurde mit dem Gebietsänderungsvertrag, der am 14. Juni 1972 zwischen der Stadt Buxtehude und der Gemeinde Dammhausen geschlossen und am 20. Juni 1972 vom Regierungspräsidenten in Stade genehmigt wurde, mit Wirkung zum 1. Juli 1972 in die Stadt Buxtehude eingegliedert.

## Geschichte
Als erster Neubauer gilt Andreas Bremer aus Neukloster.
Nachdem sich bis 1825 insgesamt 26 Anbauer im Ladekoper Moor angesiedelt haben, erklärt die Landdrostei Stade Dammhausen zur Dorfschaft mit dem Namen Dammhausen.
Die Eindeichung fand 1891 statt.
1850 wurde ein erstes Schulhaus gebaut, das 1865 durch einen Anbau vergrößert wurde. Ein 1891 eingeweihtes neues Schulhaus wurde 1969 endgültig geschlossen; seitdem erfolgt die Beschulung in der Grundschule Rotkäppchenweg in Buxtehude.
1953 schuf der Hamburger Maler Tom Reimer (1906–1975) in Dammhausen sein Monumentalgemälde Buxtehude von Dammhausen aus gesehen, das Buxtehude in die Landschaftsvedute der Felder Dammhausens eingebettet zeigt.

## Einwohnerentwicklung
Die Einwohnerentwicklung seit 1848.

## Gemeinde
In Dammhausen gibt es einen Kindergarten und eine Freiwillige Feuerwehr. Zusammen mit dem 1. Zug der Feuerwehr Buxtehude gibt es eine Jugendfeuerwehr. Es gibt jährlich ein Osterfeuer, ein Laternenumzug, ein Schützenfest des SC Dammhausen von 1974 e. V. sowie alle zwei Jahre ein Dorffest.